# Süddeutsche Fußballmeisterschaft 1906/07

Die Mannschaft des Freiburger FC (v. l. n. r. August Falschlunger, Henri Sydler, Josef Glaser, Fritz Bodenweber, Max Haase, Max Mayer, Felix Hunn, Louis C. de Villiers, Paul von Goldberger, Otto Hofherr, Philipp Burkart). Deutscher Meister 1907

Die süddeutsche Fußballmeisterschaft 1906/07 des Verbandes Süddeutscher Fußball-Vereine gewann der Freiburger FC im Endrundenfinale gegen den 1. FC Nürnberg. Dies war der zweite Gewinn der süddeutschen Fußballmeisterschaft für die Freiburger, die sich dadurch für die deutsche Fußballmeisterschaft 1906/07 qualifizierten. Nach einem Freilos im Viertelfinale und einem Sieg im Halbfinale über den favorisierten, bis dahin in den deutschen Meisterschaftsendrunden ungeschlagenen VfB Leipzig (3:2) erreichten die Breisgauer das Endspiel. Auch in diese Partie gegen Viktoria 89 Berlin ging der Freiburger FC als Außenseiter, setzte sich aber gegen die mit Stars wie Helmut Röpnack gespickte Viktoria-Elf mit 3:1 durch und wurde erstmals deutscher Fußballmeister.

## Modus und Übersicht
Der Austragungsmodus änderte sich in diesem Spieljahr insofern, als für die beiden bayerischen Staffeln, die bisher dem Südkreis zugeteilt waren, der Ostkreis neu geschaffen wurde. Als erster Ostkreismeister qualifizierte sich der 1. FC Nürnberg für die Endrunde des VSFV, der 1. Hanauer FC 93 gewann die Nordkreis- und der Freiburger FC die Südkreismeisterschaft. Der Süddeutsche Meister wurde in der Endrunde dieser Spielzeit zwischen den drei Kreismeistern letztmals im K.-o.-System ermittelt.
| Bezirk    | Bezirksmeister     |
| --------- | ------------------ |
| Nordkreis | 1. Hanauer FC 1893 |
| Ostkreis  | 1. FC Nürnberg     |
| Südkreis  | Freiburger FC      |

## Nordkreis
Der Nordkreis war in diesem Jahr in sechs Gaue aufgeteilt, deren Meister in einer Doppelrunde den Nordkreismeister ermittelten. Diese zersplitterte Struktur, die zur Folge hatte, dass etwa im Südmaingau – nach der Disqualifikation der Frankfurter Hermannia – lediglich vier Mannschaften gegeneinander antraten, wurde in den darauf folgenden Spielzeiten deutlich gestrafft. Der 1. Hanauer FC 93 erwies sich in der Nordkreis-Endrunde den Kontrahenten als weit überlegen und zog in die süddeutsche Endrunde ein.

### Gau Mittelrhein
Die Vereine des Gau Mittelrhein spielen ab der nächsten Saison im Gau Südmain.
| Pl. | Verein                        | Sp. | S | U | N | Tore    | Quote | Punkte |
| --- | ----------------------------- | --- | - | - | - | ------- | ----- | ------ |
| 1.  | SV Wiesbaden 1899             | 2   | 2 | 0 | 0 | 007:200 | 3,50  | 04:0   |
| 2.  | 1. Wiesbadener FC 1901        | 2   | 0 | 0 | 2 | 002:700 | 0,29  | 0:40   |
| 3.  | Wiesbadener FC Kickers 1904 a | 0   | 0 | 0 | 0 | 000:000 | 1,00  | 0:0    |

### Gau Mittelmain
| Pl. | Verein                  | Sp. | S | U | N | Tore    | Quote | Punkte |
| --- | ----------------------- | --- | - | - | - | ------- | ----- | ------ |
| 1.  | 1. Hanauer FC 1893      | 4   | 4 | 0 | 0 | 023:400 | 5,75  | 08:0   |
| 2.  | FC Viktoria Hanau       | 4   | 2 | 0 | 2 | 011:130 | 0,85  | 04:40  |
| 3.  | Offenbacher Kickers (N) | 4   | 0 | 0 | 4 | 005:220 | 0,23  | 0:80   |

| (N) | Aufsteiger |

### Gau Südmain
| Pl. | Verein                       | Sp. | S | U | N | Tore    | Quote | Punkte |
| --- | ---------------------------- | --- | - | - | - | ------- | ----- | ------ |
| 1.  | Frankfurter FC Kickers       | 6   | 4 | 0 | 2 | 026:140 | 1,86  | 08:40  |
| 2.  | FSV Frankfurt                | 6   | 3 | 1 | 2 | 019:160 | 1,19  | 07:50  |
| 3.  | Frankfurter FC Victoria 1899 | 6   | 2 | 1 | 3 | 012:170 | 0,71  | 05:70  |
| 4.  | Frankfurter FC Germania 1894 | 6   | 2 | 0 | 4 | 011:210 | 0,52  | 04:80  |
| 5.  | FC Hermannia Frankfurt b     | 0   | 0 | 0 | 0 | 000:000 | 1,00  | 0:0    |

### Gau Westmain
| Pl. | Verein                 | Sp. | S | U | N | Tore    | Quote | Punkte |
| --- | ---------------------- | --- | - | - | - | ------- | ----- | ------ |
| 1.  | FV Amicitia Bockenheim | 6   | 5 | 0 | 1 | 027:100 | 2,70  | 10:20  |
| 2.  | FC Germania Bockenheim | 6   | 3 | 0 | 3 | 016:800 | 2,00  | 06:60  |
| 3.  | Bockenheimer FVgg      | 6   | 3 | 0 | 3 | 017:100 | 1,70  | 06:60  |
| 4.  | Frankfurter FC 1902    | 6   | 1 | 0 | 5 | 005:370 | 0,14  | 02:10  |

### Gau Neckar
| Pl. | Verein                      | Sp. | S | U | N | Tore    | Quote | Punkte |
| --- | --------------------------- | --- | - | - | - | ------- | ----- | ------ |
| 1.  | Mannheimer FG 1896          | 8   | 6 | 2 | 0 | 030:900 | 3,33  | 14:20  |
| 2.  | Mannheimer FC Viktoria 1897 | 8   | 5 | 1 | 2 | 030:130 | 2,31  | 11:50  |
| 3.  | Mannheimer FG Union 1897    | 8   | 3 | 2 | 3 | 019:120 | 1,58  | 08:80  |
| 4.  | Mannheimer FC Phönix 1902   | 8   | 3 | 0 | 5 | 017:240 | 0,71  | 06:10  |
| 5.  | Mannheimer FG Germania 1897 | 8   | 0 | 1 | 7 | 007:450 | 0,16  | 01:15  |
| 6.  | FK Olympia Darmstadt c      | 0   | 0 | 0 | 0 | 000:000 | 1,00  | 0:0    |

### Gau Pfalz
| Pl. | Verein                    | Sp. | S | U | N | Tore    | Quote | Punkte |
| --- | ------------------------- | --- | - | - | - | ------- | ----- | ------ |
| 1.  | FC Pfalz Ludwigshafen     | 10  | 7 | 2 | 1 | 034:190 | 1,79  | 16:40  |
| 2.  | FC Palatia Kaiserslautern | 10  | 6 | 1 | 3 | 039:200 | 1,95  | 13:70  |
| 3.  | FC Bavaria Kaiserslautern | 10  | 5 | 0 | 5 | 037:330 | 1,12  | 10:10  |
| 4.  | FG Revidia Ludwigshafen   | 10  | 4 | 2 | 4 | 018:330 | 0,55  | 10:10  |
| 5.  | FC 1900 Kaiserslautern    | 10  | 4 | 1 | 5 | 032:250 | 1,28  | 09:11  |
| 6.  | Ludwigshafener FG 03      | 10  | 1 | 0 | 9 | 020:500 | 0,40  | 02:18  |

### Endrunde Nordkreis
| Pl.                                                                | Verein                                       | Sp. | S | U | N | Tore    | Quote | Punkte |
| ------------------------------------------------------------------ | -------------------------------------------- | --- | - | - | - | ------- | ----- | ------ |
| 1.                                                                 | 1. Hanauer FC 1893 (Sieger Gau Mittelmain)   | 10  | 9 | 0 | 1 | 067:140 | 4,79  | 18:20  |
| 2.                                                                 | Mannheimer FG 1896 (Sieger Gau Neckar)       | 10  | 6 | 2 | 2 | 031:210 | 1,48  | 14:60  |
| 3.                                                                 | SV Wiesbaden (Sieger Gau Mittelrhein)        | 10  | 4 | 3 | 3 | 037:220 | 1,68  | 11:90  |
| 4.                                                                 | Frankfurter FC Kickers (Sieger Gau Südmain)  | 10  | 5 | 0 | 5 | 038:280 | 1,36  | 10:10  |
| 5.                                                                 | FV Amicitia Bockenheim (Sieger Gau Westmain) | 10  | 2 | 2 | 6 | 020:610 | 0,33  | 06:14  |
| 6.                                                                 | FC Pfalz Ludwigshafen (Sieger Gau Pfalz)     | 10  | 0 | 1 | 9 | 010:570 | 0,18  | 01:19  |
| Quelle: Luy, abweichende Werte in anderen Quellen, Stand: Endstand |                                              |     |   |   |   |         |       |        |

## Ostkreis
In Franken gewann der 1. FC Nürnberg alle Ligaspiele in der mittelfränkischen A-Klasse und setzte sich erstmals auch auf bayrischer Ebene gegen die spielstarke Elf des MTV München von 1879 durch. Die Mannschaft um die Gymnasiasten Haggenmiller, Steinmetz und Hertel sowie den von der Berliner Viktoria zum FCN gestoßenen Mittelstürmer Willi Müller scheiterte in der süddeutschen Endrunde erst in den Endspielen am späteren deutschen Meister aus Freiburg. Im Gau Ostmain und im Gau Donau gab es in dieser Saison noch keine A-Klasse.

### Gau Mittelfranken
| Pl. | Verein                 | Sp. | S | U | N | Tore    | Quote | Punkte |
| --- | ---------------------- | --- | - | - | - | ------- | ----- | ------ |
| 1.  | 1. FC Nürnberg         | 8   | 8 | 0 | 0 | 058:100 | 5,80  | 16:0   |
| 2.  | FC Franken Nürnberg    | 8   | 5 | 0 | 3 | 020:210 | 0,95  | 10:60  |
| 3.  | SpVgg Fürth (N)        | 8   | 4 | 0 | 4 | 039:250 | 1,56  | 08:80  |
| 4.  | SV Noris Nürnberg (N)  | 8   | 2 | 1 | 5 | 020:440 | 0,45  | 05:11  |
| 5.  | FC Wacker Nürnberg (N) | 8   | 0 | 1 | 7 | 007:440 | 0,16  | 01:15  |

| (N) | Aufsteiger |

### Gau Oberbayern
| Pl. | Verein                          | Sp. | S | U | N | Tore    | Quote | Punkte |
| --- | ------------------------------- | --- | - | - | - | ------- | ----- | ------ |
| 1.  | MTV München von 1879            | 8   | 6 | 1 | 1 | 052:900 | 5,78  | 13:30  |
| 2.  | F.A. Bayern im Münchener SC     | 8   | 5 | 3 | 0 | 030:800 | 3,75  | 13:30  |
| 3.  | FC Bavaria 1899 München         | 8   | 3 | 2 | 3 | 019:260 | 0,73  | 08:80  |
| 4.  | TV 1860 München                 | 8   | 2 | 2 | 4 | 014:170 | 0,82  | 06:10  |
| 5.  | Vereinigte Turnerschaft München | 8   | 0 | 0 | 8 | 002:570 | 0,04  | 0:16   |

### Endrunde Ostkreis
| Datum            |                                          | Ergebnis |                                           | Ort     |
| ---------------- | ---------------------------------------- | -------- | ----------------------------------------- | ------- |
| 9. Dezember 1906 | MTV München 1879 (Sieger Gau Oberbayern) | 4:4      | 1. FC Nürnberg (Sieger Gau Mittelfranken) | München |

| Datum           |                                           | Ergebnis |                                          | Ort      |
| --------------- | ----------------------------------------- | -------- | ---------------------------------------- | -------- |
| 20. Januar 1907 | 1. FC Nürnberg (Sieger Gau Mittelfranken) | 5:4 d    | MTV München 1879 (Sieger Gau Oberbayern) | Nürnberg |

Wiederholungsspiele:
| Datum         |                                           | Ergebnis |                                          | Ort      |
| ------------- | ----------------------------------------- | -------- | ---------------------------------------- | -------- |
| 10. März 1907 | 1. FC Nürnberg (Sieger Gau Mittelfranken) | 4:3 e    | MTV München 1879 (Sieger Gau Oberbayern) | Nürnberg |

| Datum          |                                          | Ergebnis |                                           | Ort     |
| -------------- | ---------------------------------------- | -------- | ----------------------------------------- | ------- |
| 14. April 1907 | MTV München 1879 (Sieger Gau Oberbayern) | 3:3      | 1. FC Nürnberg (Sieger Gau Mittelfranken) | München |

## Südkreis
Im Südkreis schaltete der Freiburger FC die elsässischen Mannschaften aus Straßburg und Mülhausen aus, die Stuttgarter Kickers den FC Union Stuttgart und den FC Karlsvorstadt und der Karlsruher FV war in Mittelbaden wieder die Nummer eins. In der Endrunde konnten sich die Breisgauer um Mittelstürmer „Sepp“ Glaser knapp durchsetzen und zogen in die süddeutsche Endrunde ein.

### Gau Mittelbaden
| Datum        |                        | Ergebnis |                        |
| ------------ | ---------------------- | -------- | ---------------------- |
| 07. Okt 1906 | Karlsruher FC Phönix   | 1:1      | Karlsruher FV          |
| 14. Okt 1906 | FC Frankonia Karlsruhe | 0:8      | Karlsruher FV          |
| 14. Okt 1906 | 1. FC Pforzheim        | 3:1      | Karlsruher FC Phönix   |
| 21. Okt 1906 | 1. FC Pforzheim        | 3:1      | Karlsruher FV          |
| 21. Okt 1906 | FC Frankonia Karlsruhe | 0:5      | Karlsruher FC Phönix   |
| 28. Okt 1906 | Karlsruher FV          | 3:0      | Karlsruher FC Phönix   |
| 28. Okt 1906 | 1. FC Pforzheim        | 1:0      | FC Frankonia Karlsruhe |
| 04. Nov 1906 | Karlsruher FV          | 4:0      | FC Frankonia Karlsruhe |
| 11. Nov 1906 | Karlsruher FC Phönix   | 8:0      | FC Frankonia Karlsruhe |
| 25. Nov 1906 | Karlsruher FC Phönix   | 1:0      | 1. FC Pforzheim        |
| 02. Dez 1906 | Karlsruher FV          | 2:1      | 1. FC Pforzheim        |

| Pl. | Verein                 | Sp. | S | U | N | Tore    | Quote | Punkte |
| --- | ---------------------- | --- | - | - | - | ------- | ----- | ------ |
| 1.  | Karlsruher FV          | 6   | 4 | 1 | 1 | 019:500 | 3,80  | 09:30  |
| 2.  | 1. FC Pforzheim (SM)   | 6   | 4 | 0 | 2 | 015:500 | 3,00  | 08:40  |
| 3.  | Karlsruher FC Phönix   | 6   | 3 | 1 | 2 | 016:700 | 2,29  | 07:50  |
| 4.  | FC Frankonia Karlsruhe | 6   | 0 | 0 | 6 | 000:330 | 0,00  | 0:12   |

| (SM) | süddeutscher Titelverteidiger |

### Gau Oberrhein
| Pl. | Verein            | Sp. | S | U | N | Tore    | Quote | Punkte |
| --- | ----------------- | --- | - | - | - | ------- | ----- | ------ |
| 1.  | Freiburger FC     | 4   | 4 | 0 | 0 | 024:400 | 6,00  | 08:0   |
| 2.  | Straßburger FV    | 4   | 2 | 0 | 2 | 014:130 | 1,08  | 04:40  |
| 3.  | FC Mülhausen 1893 | 4   | 0 | 0 | 4 | 009:300 | 0,30  | 0:80   |

### Gau Schwaben
| Pl. | Verein                      | Sp. | S | U | N | Tore    | Quote | Punkte |
| --- | --------------------------- | --- | - | - | - | ------- | ----- | ------ |
| 1.  | Stuttgarter Cickers         | 4   | 4 | 0 | 0 | 018:000 | ∞     | 08:0   |
| 2.  | FC Karlsvorstadt            | 3   | 1 | 0 | 2 | 005:400 | 1,25  | 02:40  |
| 3.  | Süddeutscher FC Stuttgart f | 3   | 0 | 0 | 3 | 000:190 | 0,00  | 0:60   |

### Endrunde Südkreis
| Datum        |                     | Ergebnis |                     |
| ------------ | ------------------- | -------- | ------------------- |
| 20. Jan 1907 | Freiburger FC       | 3:1      | Stuttgarter Kickers |
| 03. Mär 1907 | Karlsruher FV       | 2:0      | Freiburger FC       |
| 10. Mär 1907 | Karlsruher FV       | 3:1      | Stuttgarter Kickers |
| 17. Mär 1907 | Freiburger FC       | 2:1      | Karlsruher FV       |
| 24. Mär 1907 | Stuttgarter Kickers | 3:1      | Karlsruher FV       |
| 07. Apr 1907 | Stuttgarter Kickers | 0:0      | Freiburger FC       |

| Pl. | Verein                                    | Sp. | S | U | N | Tore    | Quote | Punkte |
| --- | ----------------------------------------- | --- | - | - | - | ------- | ----- | ------ |
| 1.  | Freiburger FC (M) (Sieger Gau Oberrhein)  | 4   | 2 | 1 | 1 | 005:400 | 1,25  | 05:30  |
| 2.  | Karlsruher FV (Sieger Gau Mittelbaden)    | 4   | 2 | 0 | 2 | 007:600 | 1,17  | 04:40  |
| 3.  | Stuttgarter Cickers (Sieger Gau Schwaben) | 4   | 1 | 1 | 2 | 005:700 | 0,71  | 03:50  |

## Endrunde um die süddeutsche Meisterschaft
Der Sieger des Ostkreises erreichte direkt das Finale. Neun Jahre nach dem Gewinn des ersten süddeutschen Meistertitels überhaupt konnte sich der Freiburger FC zum zweiten Mal die Verbandsmeisterschaft sichern und zog damit erstmals in die Endrunde um die deutsche Meisterschaft ein.
Halbfinale
| Datum          |                                       | Ergebnis |                                 | Ort   |
| -------------- | ------------------------------------- | -------- | ------------------------------- | ----- |
| 14. April 1907 | 1. Hanauer FC 1893 (Sieger Nordkreis) | 0:1      | Freiburger FC (Sieger Südkreis) | Hanau |

| Datum          |                                 | Ergebnis |                                       | Ort      |
| -------------- | ------------------------------- | -------- | ------------------------------------- | -------- |
| 21. April 1907 | Freiburger FC (Sieger Südkreis) | 1:0      | 1. Hanauer FC 1893 (Sieger Nordkreis) | Freiburg |

Finale
| Datum          |                                  | Ergebnis |                                 | Ort      |
| -------------- | -------------------------------- | -------- | ------------------------------- | -------- |
| 28. April 1907 | 1. FC Nürnberg (Sieger Ostkreis) | 1:1      | Freiburger FC (Sieger Südkreis) | Nürnberg |

| Datum       |                                 | Ergebnis |                                  | Ort      |
| ----------- | ------------------------------- | -------- | -------------------------------- | -------- |
| 5. Mai 1907 | Freiburger FC (Sieger Südkreis) | 3:1      | 1. FC Nürnberg (Sieger Ostkreis) | Freiburg |